# My Babysitter's a Vampire (serie de televisión)
My Babysitter's a Vampire (Mi niñera es un vampiro en España y Mi niñera es una vampira en Hispanoamérica) es una serie de televisión canadiense producida por Teletoon y Fresh TV, basada en la película con el mismo nombre. La premier de la serie fue el 28 de febrero de 2011 en el canal de televisión canadiense Teletoon en inglés Teletoon. La serie se estrenó primero en Canadá en el canal de televisión en Teletoon el 14 de marzo de 2011 y después se estrenó en el canal de televisión Disney Channel en los Estados Unidos el 27 de junio de 2011. Una segunda temporada fue confirmada para iniciar la producción en septiembre de 2011 y en primer lugar, se estrenó en Disney Channel el 29 de junio de 2012. El show fue creado por Fresh TV creador de 6teen y Total Drama. El programa sigue a Ethan Morgan (Matthew Knight), que, en la película de televisión, se entera de que su niñera Sarah (Vanessa Morgan) es un vampiro. En la película, él se entera de que es capaz de tener visiones y que su mejor amigo Benny Weir (Atticus Mitchell) es un hechicero. La serie sigue a los tres cuando se enfrenten a las fuerzas sobrenaturales como zombis, demonios, fantasmas, brujas y otras criaturas que tienen sobre su escuela secundaria, con la ayuda ocasional de vampiros compañeros de Rory (Cameron Kennedy) y Erica (Kate Todd). El 18 de septiembre de 2013 Fresh TV Inc., dijo que no habría una 3.ª temporada. Culminado en la segunda temporada sin un final definido.

## Premisa
La serie sigue a las aventuras del joven Ethan Morgan (Matthew Knight) quien es vidente, su mejor amigo Benny Weir (Atticus Mitchell) que es un hechicero, y su niñera Sarah (Vanessa Morgan) es una vampira. A medida que avanza la serie se topan con fuerzas sobrenaturales. Ellos a menudo reciben la ayuda de Rory (Cameron Kennedy), quien se convirtió en vampiro en la película y Erica (Kate Todd), que es la mejor amiga de Sarah, quien también se convirtió en un vampiro en la película.

## Personajes
| Actor                | Personaje       | Temporadas  | Temporadas  |
| Actor                | Personaje       | 1           | 2           |
| -------------------- | --------------- | ----------- | ----------- |
| Matthew Knight       | Ethan Morgan    | Principal   | Principal   |
| Vanessa Morgan       | Sarah Fox       | Principal   | Principal   |
| Atticus Mitchell     | Benny Weir      | Principal   | Principal   |
| Cameron Kennedy      | Rory Keaner     | Principal   | Principal   |
| Kate Todd            | Erica Jones     | Principal   | Principal   |
| Laura DeCarteret     | Samantha Morgan | Recurrente  | Recurrente  |
| Ari Cohen            | Ross Morgan     | Recurrente  | Recurrente  |
| Joan Gregson         | Abuela de Benny | Recurrente  | Recurrente  |
| Ella Jonas Farlinger | Jane Morgan     | Recurrente  | Recurrente  |
| Hrant Alianak        | Director Hicks  | Recurrente  | Recurrente  |
| Joe Dinicol          | Jesse           | Antagonista | Antagonista |

## Temporadas
| Temporadas | Temporadas | Episodios | Fecha original de estreno                                                                                | Fecha original de estreno                                                                              | Lanzamiento en DVD | Lanzamiento en DVD   | Lanzamiento en DVD    |
| Temporadas | Temporadas | Episodios | Primera Emisión                                                                                          | Última Emisión                                                                                         | América del Norte  | Reino unido          | Australia             |
| ---------- | ---------- | --------- | --- | --- | ------------------ | -------------------- | --------------------- |
|            | Película   | Película  | 9 de octubre de 2010 (Teletoon) 16 de octubre de 2010 (Télétoon) 10 de junio de 2011 (Disney Channel)    | 9 de octubre de 2010 (Teletoon) 16 de octubre de 2010 (Télétoon) 10 de junio de 2011 (Disney Channel)  | 22 de mayo de 2012 | 25 de junio de 2012  | 3 de octubre de 2012  |
|            | 1          | 13        | 14 de marzo de 2011 (Teletoon) 28 de febrero de 2011 (Télétoon) 27 de junio de 2011 (Disney Channel)     | 5 de abril de 2012 (Teletoon/Télétoon) 19 de julio de 2011 (Disney Channel)                            | 22 de mayo de 2012 | 8 de octubre de 2012 | 03 de octubre de 2012 |
|            | 2          | 13        | 6 de septiembre de 2012 (Teletoon) 28 de octubre de 2012 (Télétoon) 29 de junio de 2012 (Disney Channel) | 6 de diciembre de 2012 (Teletoon) 11 de abril de 2013 (Télétoon) 5 de octubre de 2012 (Disney Channel) | —                  | 25 de marzo de 2013  | 09 (2016 años)        |

## Película
Mi niñera es una vampira: La película salió al aire el 9 de octubre de 2010, En el Teletoon canal de televisión canadiense. La versión francesa de la película fue presentada en francés-canadiense Teletoon la contraparte, Télétoon, el 16 de octubre de 2010. Se estrenó en los Estados Unidos en el Disney Channel el 10 de junio de 2011. La película fue lanzada en DVD el 22 de mayo de 2012 con la primera temporada completa.

## Premios y nominaciones
| Año  | Grupo                           | Premio                                                                                           | Resultados | Recibidore(s)                                                                                  |
| ---- | ------------------------------- | ------------------------------------------------------------------------------------------------ | ---------- | ---------------------------------------------------------------------------------------------- |
| 2011 | Gemini Award                    | Mejor Miniserie o Película Dramática de TV                                                       | Nominado   | —                                                                                              |
| 2011 | Gemini Award                    | Mejor Actuación de un Actor en un papel destacado de apoyo en un Programa Dramático o Miniseries | Nominado   | Atticus Mitchell                                                                               |
| 2011 | Directors Guild of Canadá Award | Mejor dirección en una Película para Televisión o Miniserie                                      | Nominado   | Bruce McDonald                                                                                 |
| 2011 | Directors Guild of Canadá Award | Mejor Diseño de Producción en una Película para Televisión o Miniserie                           | Nominado   | Ingrid Jurek                                                                                   |
| 2011 | Directors Guild of Canadá Award | Mejor Edición de Sonido en una Película para Televisión o Miniserie                              | Nominado   | Robert Hegedus, Marvyn Dennis, Kevin Howard, Mark Beck, Gren-Erich Zwicker, y Richard Calistan |
| 2012 | Canadian Screenwriting Awards   | Niños y Jóvenes                                                                                  | Nominado   | Ken Cuperus (por "Blood Drive") y Ben Joseph (por "Friday Night Frights")                      |
| 2012 | Canadian Screenwriting Awards   | Niños y Jóvenes                                                                                  | Ganador    | Alice Prodanou (por "ReVamped")                                                                |
| 2012 | Young Artist Award              | Mejor Actuación en una Serie de TV - agente joven líder                                          | Ganador    | Matthew Knight                                                                                 |